# آنوک لبلانک-بوچر
آنوک لبلانک-بوچر (انگلیسی: Anouk Leblanc-Boucher؛ زادهٔ ۲۱ اکتبر ۱۹۸۴) اسکیت‌باز سرعت اهل کانادا است.